# Кръстопът (филм, 1986)
 Тази статия е за филма от 1986.  За филма от 2002 вижте Кръстопът (филм).  
„Кръстопът“ (на английски: Crossroads) e музикален игрален филм. Сюжетът е вдъхновен от легендата за Робърт Джонсън от Уолтър Хил, режисиран през 1986 г.

## Сюжет
Амбициозният и талантлив китарист Юджийн, влюбен в блуса, се опитва да бъде като своите идоли и да стане истински блусмен. Човекът научава легендата за изгубената мелодия на Робърт Джонсън. За да я намери, младият мъж получава работа като чистач в старчески дом, където, според негова информация, близкият приятел на Робърт, Уили Браун, живее живота си.
В младостта си Уили стига до същия кръстопът като Робърт Джонсън и сключва сделка с дявола: душата му в замяна на слава и успех като музикант. Малко хора успяха да спечелят сделки с Old Scratch (това е името на дявола в този филм) и сега старецът иска да стигне до това магическо място, за да върне душата си и да намери мир.
Старецът и амбициозният музикант се споразумяват: младият мъж помага на Уили да избяга от богаделницата и да стигне до „кръстопътя“ в замяна на обещанието да му изсвири точно тази мелодия. Така започва трудният им път из страната. По пътя ги очакват много изпитания и приключения.

## В ролите
- Ралф Мачио – Юджийн Мартън
- Джо Сенека – Уили Браун
- Джейми Херц – Франсис
- Робърт Джъд – Old Scratch (дявола)
- Стив Вай – Джек Бътлер
- Джо Мортън – Помощник на Scratch
- Гретхен Палмър – Красивата, асистент и танцьорка на Scratch
- Тим Ръс – Робърт Джонсън
- Гай Килъм – Уили на 17
- Джон Хенкок – шериф Тилфорд
- Денис Липскомб – Лойд
- Хари Кери младши – барман